# Topobates magnus
Topobates magnus är en kvalsterart som först beskrevs av Balogh 1962.  Topobates magnus ingår i släktet Topobates och familjen Scheloribatidae. Inga underarter finns listade i Catalogue of Life.